# Pseudomyrmex thecolor
Pseudomyrmex thecolor är en myrart som beskrevs av Ward 1992. Pseudomyrmex thecolor ingår i släktet Pseudomyrmex och familjen myror. Inga underarter finns listade i Catalogue of Life.